# Lepidotrigla brachyoptera
Lepidotrigla brachyoptera är en fiskart som beskrevs av Hutton 1872. Lepidotrigla brachyoptera ingår i släktet Lepidotrigla och familjen knotfiskar. Inga underarter finns listade i Catalogue of Life.